# Dachorganisation der Filmschaffenden Deutschlands
Die Dachorganisation der filmschaffenden Künstler Deutschlands (Dacho) war eine gewerkschaftsähnliche Organisation von Berufsverbänden der deutschen Filmwirtschaft in der Weimarer Republik.
Zweck der Organisation war die „Gewährleistung einer einheitlich wirksamen Interessen-Vertretung der angeschlossenen Mitglieds-Verbände in allen gemeinsamen Berufsangelegenheiten auf künstlerischem, kulturellem, wirtschaftlichem und sozialen Gebiet“. Die Dacho sah sich als Vertretung der Filmschaffenden im Gegensatz zur SPIO, der Vertretung der Filmindustrie.

## Mitglieds-Organisationen
Als Hauptverbände:
- Verband der Filmregisseure Deutschlands e. V.
- Verband der Kameraleute Deutschlands e. V.
- Verband der Filmarchitekten Deutschlands e. V.
- Verband der Filmdarsteller Deutschlands e. V.
- Gesellschaft der Filmmusikautoren Deutschlands e. V.
- Verband der filmschaffenden Tonmeister Deutschlands e. V.
- Verband der Filmcutter Deutschlands e. V. (ab 1932)

Als Unterverbände:
- Verband der Kamera-Assistenten
- Verband der Filmfotografen
- Verband der Kleindarsteller am deutschen Film

## Geschichte

### Gründung 1928
Der Verein wurde am 16. Mai 1928 in Berlin gegründet. An ihrer Entstehung waren die deutschen Berufsverbände der Autoren, Regisseure, Kameraleute, Architekten, Darsteller und Musikautoren beteiligt. Die einschlägigen Bestrebungen gehen bis zum Jahre 1926 zurück. Ein wesentlicher Anteil an der Gründungs-Initiative und der Aufbau-Arbeit der Dacho geht auf den früh verstorbenen ersten Vorsitzenden Lupu Pick zurück.
Als Lupu Pick, der erste Vorsitzende plötzlich starb, wurde im April 1931 der Regisseur Georg Wilhelm Pabst sein Nachfolger. Auf der Hauptversammlung am 9. Mai 1932 wurde dann der Regisseur Carl Froelich zum Dacho-Präsidenten gewählt. Die Gesamtzahl der Mitglieder betrug Ende 1932 über 1200. Von 1930 bis 1933 ist der Journalist Paul Hellersberg Hauptgeschäftsführer der Dacho sowie Herausgeber des Verbandsorgans.
Im Mai 1933 löste sich der Verein auf. Carl Froelich, seit 1933 Mitglied der NSDAP, wurde 1939 Präsident der Reichsfilmkammer.
Wie zuvor bei der SPIO, gab es nach dem Zweiten Weltkrieg 1951 den Versuch einer Neugründung der Dacho, die jedoch im März 1956 wieder auflöste. Die gewerkschaftliche Vertretung der Filmschaffenden übernahmen verschiedene andere Organisationen.

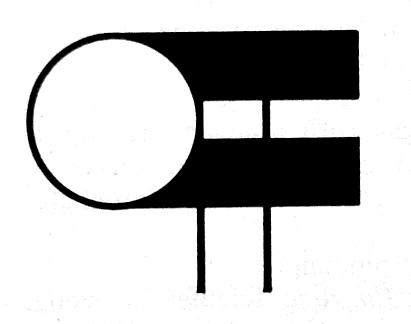
Emblem des Verbandes der Film- und Fernsehschaffenden der DDR

### In der DDR
1967 wurde in der Deutschen Demokratischen Republik der Verband der Film- und Fernsehschaffenden der DDR gegründet mit dem propagierten Ziel, die Selbstverständigung seiner Mitglieder zu ideologisch-schöpferischen Problemen des sozialistischen Film- und Fernsehschaffens zu fördern. Mitbegründer und bis 1980 Erster Sekretär war Hermann Herlinghaus.